# Llista d'asteroides/217601-217700
| Nom      | Designació provisional | Data de descobriment   | Lloc de descobriment | Descobridor/s                                              |
| -------- | ---------------------- | ---------------------- | -------------------- | ---------------------------------------------------------- |
| 217601 - | 2007 DV61              | 6 de maig de 2008      | Wildberg             | R. Apitzsch                                                |
| 217602 - | 2007 BG6               | 1 de maig de 2008      | Kitt Peak            | Spacewatch                                                 |
| 217603 - | 2008 JW20              | 9 de maig de 2008      | Grove Creek          | F. Tozzi                                                   |
| 217604 - | 2008 KY24              | 28 de maig de 2008     | Kitt Peak            | Spacewatch                                                 |
| 217605 - | 2002 CL271             | 30 de maig de 2008     | Kitt Peak            | Spacewatch                                                 |
| 217606 - | 2007 ED182             | 5 de setembre de 2008  | Kitt Peak            | Spacewatch                                                 |
| 217607 - | 2003 UQ411             | 7 de setembre de 2008  | Catalina             | CSS                                                        |
| 217608 - | 2006 GV24              | 24 de setembre de 2008 | Mount Lemmon         | Mt. Lemmon Survey                                          |
| 217609 - | 2003 OS29              | 23 de setembre de 2008 | Catalina             | CSS                                                        |
| 217610 - | 2008 TW19              | 1 d'octubre de 2008    | Mount Lemmon         | Mt. Lemmon Survey                                          |
| 217611 - | 2008 TN20              | 1 d'octubre de 2008    | Mount Lemmon         | Mt. Lemmon Survey                                          |
| 217612 - | 1997 UU18              | 8 d'octubre de 2008    | Mount Lemmon         | Mt. Lemmon Survey                                          |
| 217613 - | 2008 UU46              | 20 d'octubre de 2008   | Kitt Peak            | Spacewatch                                                 |
| 217614 - | 2008 UG185             | 24 d'octubre de 2008   | Kitt Peak            | Spacewatch                                                 |
| 217615 - | 2006 HW33              | 27 d'octubre de 2008   | Socorro              | LINEAR                                                     |
| 217616 - | 2008 UY273             | 28 d'octubre de 2008   | Kitt Peak            | Spacewatch                                                 |
| 217617 - | 2006 FM19              | 28 d'octubre de 2008   | Kitt Peak            | Spacewatch                                                 |
| 217618 - | 2007 MX20              | 1 de novembre de 2008  | Kitt Peak            | Spacewatch                                                 |
| 217619 - | 2004 XN178             | 2 de novembre de 2008  | Mount Lemmon         | Mt. Lemmon Survey                                          |
| 217620 - | 2001 DN58              | 21 de gener de 2009    | Sierra Stars         | F. Tozzi                                                   |
| 217621 - | 2009 BG156             | 31 de gener de 2009    | Kitt Peak            | Spacewatch                                                 |
| 217622 - | 2009 GL5               | 3 d'abril de 2009      | Catalina             | CSS                                                        |
| 217623 - | 1999 TF311             | 22 d'abril de 2009     | Mount Lemmon         | Mt. Lemmon Survey                                          |
| 217624 - | 1997 SW1               | 25 de setembre de 1973 | Palomar              | C. J. van Houten, I. van Houten-Groeneveld, i T. Gehrels   |
| 217625 - | 2008 TX112             | 30 de setembre de 1973 | Palomar              | C. J. van Houten, I. van Houten-Groeneveld, and T. Gehrels |
| 217626 - | 027 T                  | 17 d'octubre de 1977   | Palomar              | C. J. van Houten, I. van Houten-Groeneveld, and T. Gehrels |
| 217627 - | 064 T                  | 17 d'octubre de 1977   | Palomar              | C. J. van Houten, I. van Houten-Groeneveld, and T. Gehrels |
| 217628 - | 1990 HA                | 17 d'abril de 1990     | Klet                 | A. Mrkos                                                   |
| 217629 - | 1992 SJ5               | 25 de setembre de 1992 | Kitt Peak            | Spacewatch                                                 |
| 217630 - | 1993 BQ9               | 22 de gener de 1993    | Kitt Peak            | Spacewatch                                                 |
| 217631 - | 1993 TG15              | 9 d'octubre de 1993    | La Silla             | E. W. Elst                                                 |
| 217632 - | 1993 TA25              | 9 d'octubre de 1993    | La Silla             | E. W. Elst                                                 |
| 217633 - | 1995 VQ4               | 14 de novembre de 1995 | Kitt Peak            | Spacewatch                                                 |
| 217634 - | 1995 VQ8               | 14 de novembre de 1995 | Kitt Peak            | Spacewatch                                                 |
| 217635 - | 1996 GV7               | 12 d'abril de 1996     | Kitt Peak            | Spacewatch                                                 |
| 217636 - | 1996 PH3               | 14 d'agost de 1996     | Haleakala            | AMOS                                                       |
| 217637 - | 1996 VT10              | 4 de novembre de 1996  | Kitt Peak            | Spacewatch                                                 |
| 217638 - | 1996 XS8               | 7 de desembre de 1996  | Kitt Peak            | Spacewatch                                                 |
| 217639 - | 1996 XH20              | 4 de desembre de 1996  | Kitt Peak            | Spacewatch                                                 |
| 217640 - | 1997 EQ26              | 4 de març de 1997      | Kitt Peak            | Spacewatch                                                 |
| 217641 - | 1997 ND6               | 9 de juliol de 1997    | Kitt Peak            | Spacewatch                                                 |
| 217642 - | 1997 UD22              | 31 d'octubre de 1997   | Xinglong             | Beijing Schmidt CCD Asteroid Program                       |
| 217643 - | 1997 WN10              | 22 de novembre de 1997 | Kitt Peak            | Spacewatch                                                 |
| 217644 - | 1998 DE31              | 28 de febrer de 1998   | Kitt Peak            | Spacewatch                                                 |
| 217645 - | 1996 RQ27              | 22 de març de 1998     | Socorro              | LINEAR                                                     |
| 217646 - | 1998 KQ26              | 27 de maig de 1998     | Kitt Peak            | Spacewatch                                                 |
| 217647 - | 1998 OR11              | 26 de juliol de 1998   | La Silla             | E. W. Elst                                                 |
| 217648 - | 1998 QB20              | 17 d'agost de 1998     | Socorro              | LINEAR                                                     |
| 217649 - | 1998 QH20              | 17 d'agost de 1998     | Socorro              | LINEAR                                                     |
| 217650 - | 1998 QN29              | 23 d'agost de 1998     | Xinglong             | Beijing Schmidt CCD Asteroid Program                       |
| 217651 - | 1998 QF35              | 17 d'agost de 1998     | Socorro              | LINEAR                                                     |
| 217652 - | 1998 QX41              | 17 d'agost de 1998     | Socorro              | LINEAR                                                     |
| 217653 - | 1998 QA75              | 24 d'agost de 1998     | Socorro              | LINEAR                                                     |
| 217654 - | 1998 RM1               | 14 de setembre de 1998 | Socorro              | LINEAR                                                     |
| 217655 - | 1998 RW10              | 13 de setembre de 1998 | Kitt Peak            | Spacewatch                                                 |
| 217656 - | 1998 RY43              | 14 de setembre de 1998 | Socorro              | LINEAR                                                     |
| 217657 - | 1998 RF61              | 14 de setembre de 1998 | Socorro              | LINEAR                                                     |
| 217658 - | 1998 RB81              | 15 de setembre de 1998 | Anderson Mesa        | LONEOS                                                     |
| 217659 - | 1998 SP20              | 21 de setembre de 1998 | Kitt Peak            | Spacewatch                                                 |
| 217660 - | 1998 SD32              | 21 de setembre de 1998 | Kitt Peak            | Spacewatch                                                 |
| 217661 - | 1998 SK54              | 16 de setembre de 1998 | Anderson Mesa        | LONEOS                                                     |
| 217662 - | 1998 SM68              | 19 de setembre de 1998 | Socorro              | LINEAR                                                     |
| 217663 - | 1998 SD77              | 26 de setembre de 1998 | Socorro              | LINEAR                                                     |
| 217664 - | 1998 SQ99              | 26 de setembre de 1998 | Socorro              | LINEAR                                                     |
| 217665 - | 1998 SX109             | 26 de setembre de 1998 | Socorro              | LINEAR                                                     |
| 217666 - | 1998 SJ116             | 26 de setembre de 1998 | Socorro              | LINEAR                                                     |
| 217667 - | 1998 ST127             | 26 de setembre de 1998 | Socorro              | LINEAR                                                     |
| 217668 - | 1998 UG1               | 19 d'octubre de 1998   | Catalina             | CSS                                                        |
| 217669 - | 1998 UH6               | 22 d'octubre de 1998   | Caussols             | ODAS                                                       |
| 217670 - | 1998 UQ6               | 22 d'octubre de 1998   | Dominion             | D. D. Balam                                                |
| 217671 - | 1998 UH24              | 17 d'octubre de 1998   | Anderson Mesa        | LONEOS                                                     |
| 217672 - | 1996 HR8               | 29 d'octubre de 1998   | Socorro              | LINEAR                                                     |
| 217673 - | 1998 UP30              | 18 d'octubre de 1998   | La Silla             | E. W. Elst                                                 |
| 217674 - | 1998 VU40              | 14 de novembre de 1998 | Kitt Peak            | Spacewatch                                                 |
| 217675 - | 1998 WL42              | 19 de novembre de 1998 | Caussols             | ODAS                                                       |
| 217676 - | 1999 AM18              | 13 de gener de 1999    | Kitt Peak            | Spacewatch                                                 |
| 217677 - | 1999 BW30              | 19 de gener de 1999    | Kitt Peak            | Spacewatch                                                 |
| 217678 - | 1999 CY10              | 12 de febrer de 1999   | Socorro              | LINEAR                                                     |
| 217679 - | 1999 CT80              | 12 de febrer de 1999   | Socorro              | LINEAR                                                     |
| 217680 - | 1999 CC86              | 10 de febrer de 1999   | Socorro              | LINEAR                                                     |
| 217681 - | 1999 JS29              | 10 de maig de 1999     | Socorro              | LINEAR                                                     |
| 217682 - | 1999 RO26              | 7 de setembre de 1999  | Socorro              | LINEAR                                                     |
| 217683 - | 1999 RP36              | 11 de setembre de 1999 | Anderson Mesa        | LONEOS                                                     |
| 217684 - | 1999 RT61              | 7 de setembre de 1999  | Socorro              | LINEAR                                                     |
| 217685 - | 1999 RG78              | 7 de setembre de 1999  | Socorro              | LINEAR                                                     |
| 217686 - | 1999 RY90              | 7 de setembre de 1999  | Socorro              | LINEAR                                                     |
| 217687 - | 1999 RT91              | 7 de setembre de 1999  | Socorro              | LINEAR                                                     |
| 217688 - | 1999 RS164             | 9 de setembre de 1999  | Socorro              | LINEAR                                                     |
| 217689 - | 1999 RH181             | 14 de setembre de 1999 | Kitt Peak            | Spacewatch                                                 |
| 217690 - | 1999 RW207             | 8 de setembre de 1999  | Socorro              | LINEAR                                                     |
| 217691 - | 1999 RD209             | 8 de setembre de 1999  | Socorro              | LINEAR                                                     |
| 217692 - | 1999 RZ210             | 8 de setembre de 1999  | Socorro              | LINEAR                                                     |
| 217693 - | 1999 RY217             | 4 de setembre de 1999  | Catalina             | CSS                                                        |
| 217694 - | 1999 RP225             | 3 de setembre de 1999  | Kitt Peak            | Spacewatch                                                 |
| 217695 - | 1999 RT242             | 4 de setembre de 1999  | Anderson Mesa        | LONEOS                                                     |
| 217696 - | 1999 SO3               | 24 de setembre de 1999 | Socorro              | LINEAR                                                     |
| 217697 - | 1999 SU15              | 30 de setembre de 1999 | Catalina             | CSS                                                        |
| 217698 - | 1999 TG9               | 7 d'octubre de 1999    | Visnjan              | K. Korlevic i M. Juric                                     |
| 217699 - | 1999 TD50              | 4 d'octubre de 1999    | Kitt Peak            | Spacewatch                                                 |
| 217700 - | 1999 TA60              | 7 d'octubre de 1999    | Kitt Peak            | Spacewatch                                                 |